# Il Rosa Nudo
Il Rosa Nudo ist ein italienischer Film von Giovanni Coda aus dem Jahr 2013. Gedreht wurde der Film in Quartu Sant’Elena und Siliqua in Sardinien, Italien. Der Film wurde vom Regisseur vorgestellt und hatte seine Premiere 2013 anlässlich des Torino GLBT Film Festival – Da Sodoma a Hollywood. Es wurde ausgewählt und ausgezeichnet für „seinen hohen künstlerischen, historischen und moralischen Wert“ in der 7. Ausgabe des Queer Lion Award der 70. Internationale Filmfestspiele von Venedig 2013.

## Handlung
Il Rosa Nudo (The Naked Rose) ist ein Experimentalfilm, inspiriert vom Leben des französischen KZ-Häftlings Pierre Seel. Der Film konzentriert sich auf eine Episode aus der Juhend Pierre Seels, die prägend für sein Leben wurde.
Von den Nazis im Alter von 17 Jahren unter dem Vorwurf der Homosexualität verhaftet, wurde er in verschiedenen Konzentrationslagern interniert. Er wurde zum Sicherungslager Schirmeck-Vorbruck deportiert, dort gefoltert und vergewaltigt und musste zusehen bei der grausamen Ermordung seiner Begleiter.
Nach seiner Befreiung sprach er mit niemandem über seine traumatischen Erfahrungen; er heiratete und hatte drei Kinder.
Im Jahr 1982 – empört über Äußerungen des Straßburger Bischofs Léon Arthur Elchinger zur Homosexualität – beschloss er, seine Autobiographie zu schreiben, in der er die erlittenen Gräueltaten benennt.
Im Film wird auch an die Aussagen anderer Opfer der NS-Verfolgung erinnert; an pseudowissenschaftliche Experimente, die an vielen der Gefangenen durch den SS-Arzt Carl Værnet vorgenommen wurden.

## Auszeichnungen und Offizielle Auswahl
- Gold Jury Prize für den besten Spielfilm in der Social Justice Film Festival 2013 von Seattle, USA.
- Film For Peace Award am Gothenburg Indie Film Fest 2014, Göteborg, Schweden.
- Best International Film Award am 15. Melbourne Underground Film Festival (MUFF) 2014, Australien.
- Award of Excellence am Accolade Competition 2014.
- Gold Award am Documentary & Short International Movie Award 2014, Jakarta, Indonesien.
- Bronze Plaque Award am Columbus International Film & Video Festival 2014, USA.
- Diamond Award am International Film and Photography Festival (IFPF) 2014, Jakarta, Indonesien.
- Best Feature Film Price am Omovies Film Fest 2014, Naples, Italian.
- Bronze Palm Award Narrative Feature am Mexico International Film Festival 2015, Mexico.

## Auszeichnungen
- Vincenzo Patanè, Il Rosa Nudo, „Pride“ N. 167, 01-01-2013 (abgerufen am 30-06-2013);
- Il Rosa Nudo, La Repubblica.it -TrovaCinema (abgerufen am 19-06-2013);
- Quando i deportati erano omosessuali, Artribune (abgerufen am 19-06-2013);
- Il Rosa Nudo, Corriere della Sera.it CinemaTv (abgerufen am 19-06-2013);
- Il Rosa Nudo, FilmTv.it (abgerufen am 19-06-2013);
- Il Rosa Nudo, CinemaGay.it (abgerufen am 19-06-2013);
- Celestino Tabasso, Liberi tutti, ma non Pierre. Coda racconta la Shoah gay, L’Unione Sarda, 08-06-2013 (abgerufen am 8. Juni 2013);
- Massimiliano Messina, I nazisti e la folle paura del diverso, Sardegna Quotidiano, 08-06-2013 (abgerufen am 8. Juni 2013);
- „Il Rosa Nudo“ di Giovanni Coda vince al Social Justice Film Festival di Seattle, cinemaitaliano.info (abgerufen am 18-11-2013);
- Il Rosa Nudo: per una memoria dell’omocausto. Sulle orme di Pierre Seel. In Andrea Minuz e Guido Vitiello (Ed.), La Shoah nel cinema italiano, S. 196–198. Soveria Mannelli: Rubbettino. ISBN 978-88-498-3871-8.
- Film Italiani in concorso 2013–2014: Il Rosa Nudo., daviddidonatello.it (abgerufen am 30-06-2014);
- Ciak d’oro 2014. I film italiani, Ciak N.5, 05-05-2014, pg. 93 (abgerufen am 30-06-2014);
- Margherita Angelucci, Quello sterminio dimenticato. Il regista sardo Giovanni Coda all’Underground Film Festival con la pellicola Il Rosa Nudo, Il Globo, Melbourne 08-09-2014 (abgerufen am 8. September 2014);
- Joey Paradox, Il Rosa Nudo (The Naked Rose), „VEXXD Art & Culture Magazine“ (abgerufen am 29-11-2014);